# August Topman
August Topman (* 28. Junijul. / 10. Juli 1882greg. in Lõpemetsa bei Raikküla, heute Kreis Rapla; † 8. September 1968 in Tallinn, Sowjetunion) war ein estnischer Komponist, Organist und Hochschullehrer.

## Leben
August Topman (Schreibweise auch Topmann) wurde als Sohn eines Schullehrers geboren. Er schloss sein Studium am Sankt Petersburger Konservatorium 1904 im Fach Orgel bei Louis Homilius und 1911 im Fach Komposition bei Anatoli Ljadow und Jāzeps Vītols ab.
Von 1904 bis 1919 war Topman Organist der Tallinner Johannes-Kirche (Jaani kirik). Daneben unterrichtete er von 1907 bis 1931 an verschiedenen Tallinner Schulen Musik. 1919 war er einer der Mitbegründer der Höheren Tallinner Musikschule (estnisch Tallinna Kõrgem Muusikakool). Ab demselben Jahr war Topman Dozent am Staatlichen Tallinner Konservatorium für Orgel, Musiktheorie und Musiklehrerausbildung, ab 1925 mit dem Titel eines Professors. Zu seinen Schülern zählten unter anderem Juhan Jürme, Els Aarne, Johannes Hiob, Edgar Arro, Villem Kapp und Hugo Lepnurm.
Von 1913 bis 1921 war Topman Chormeister und Dirigent im Opernhaus Estonia. Daneben war er als Chorleiter und gefeierter Konzertorganist tätig. Von 1927 bis 1929 war Topman darüber hinaus Vorsitzender des Estnischen Sängerverbands (Eesti Lauljate Liit).
Nach der Besetzung Estlands durch die Sowjetunion wurde August Topman aus politischen Gründen der Lehrauftrag am Konservatorium entzogen. Erst Mitte der 1950er Jahre wurde er im Zuge der Entstalinisierung rehabilitiert und erhielt 1957 den Titel eines „Verdienten Künstlers der Estnischen SSR“.
Neben seiner Tätigkeit als Organist und Musiklehrer ist Topman auch mit eigenen Kompositionen bekannt geworden. Hierzu zählen zwei Kantaten und zahlreiche Sololieder und Chorstücke.